# Protoptila talamanca
Protoptila talamanca là một loài Trichoptera trong họ Glossosomatidae. Chúng phân bố ở vùng Tân nhiệt đới.